# Yosuke Hanya
Yosuke Hanya (半谷 陽介 Hanya Yosuke?), född 30 januari 1999 i Tokyo prefektur, är en japansk fotbollsspelare.
Hanya började sin karriär 2016 i FC Tokyo.